# Kalijering (Padureso)
Kalijering is een bestuurslaag in het regentschap Kebumen van de provincie Midden-Java, Indonesië. Kalijering telt 568 inwoners (volkstelling 2010).